# Тореадор
Тореадор (още матадор или бикоборец) е термин в коридата, която описва всички изпълнители в нея, както се практикува в Испания и Португалия и в много повлияни от техните култури страни, като: Мексико, Перу, Франция, Колумбия, Еквадор, Венецуела.

## Етимология
От латинската дума taurarius , означаваща бик (мъжка крава със запазени размножителни способности) произлиза думата за тореадор в Испания (на испански: torero) и Португалия (на португалски: toureiro).
Думата тореро (torero) е общ термин за бикоборците пеша, докато тореадор (toreador) обикновено се прилага за тези на кон.

## Роли в бикоборството
Основният изпълнител и водач на антуража в борбата с бикове и който най-накрая убива бика, е обозначаван като маестро (майстор) или с официалното наименование matador de toros (убиец на бикове). Другите тореадори в антуража се наричат субалтерни и костюмите им са бродирани в сребристо за разлика от златистото на матадора. Те включват пикадорите (конници с копие/пика),  рехоенадори (rejoneador - конник, въоръжен с прът с прикрепено към края му острие) и бандерилерос (banderilleros - хора с бендерили). Актьорите в бикоборството са четири класа в следния низходящ по важност ред:
1. матадор.
2. бандерилеро (banderillero) – помощници пеша, които забиват banderilla – ярко оцветени пръчки с харпунени остриета в краищата.
3. пикадор – мъж на кон, който забива копия в гърба на бика и мускулите на врата му, за да понижи способността на бика да вдигне глава и да се защити.
4. Чуло (chulo).

- Бандерилеро
- Рехоенадор (rejoneador)
- Пикадор

От най-ранната история на този спорт в него участват и жени, а броят им се увеличава постоянно от края на 19 век, както пеша, така и на кон. Обикновено торерите (жените-бикоборки) започват да се бият с по-млади бикове (novillos или, по-неофициално в някои латиноамерикански страни – vaquillas) и се наричат новилерос (novilleros). Борбата със зрели бикове въобще започва едва след специален мач, наречен „Алтернативата“ - на тази борба с бикове младшият тореадор (novillero) се представя на тълпата като матадор де торос (matador de toros).